# عبدالرؤوف زرابی
عبدالرؤوف زرابی (انگلیسی: Abderraouf Zarabi؛ زادهٔ ۲۶ مارس ۱۹۷۹) بازیکن فوتبال اهل الجزایر بود.
از باشگاه‌هایی که در آن بازی کرده‌است می‌توان به باشگاه فوتبال مولودیه وهران، باشگاه فوتبال القبائل، باشگاه فوتبال هیبرنین، باشگاه فوتبال نصر حسین دای، و باشگاه فوتبال آژاکسیو، باشگاه فوتبال قسنطینه، باشگاه فوتبال نیم المپیک و باشگاه فوتبال مولودیه قسنطینه اشاره کرد.
وی همچنین در تیم ملی فوتبال الجزایر بازی کرده‌است.